# Diogo Pinto

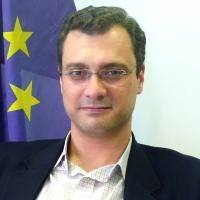
Diogo Pinto, Generalsekretär der Europäischen Bewegung International

João Diogo Pinto (* 16. November 1974 in Nampula, Mosambik) ist ein portugiesischer Soziologe. Er war von 2009 bis 2015 Generalsekretär der Europäischen Bewegung International (EMI), eines der größten Zusammenschlüsse der europäischen Zivilgesellschaft mit aktuell mehr als 70 Mitgliedsorganisationen.
Diogo Pinto wurde in der ehemaligen portugiesischen Kolonie Mosambik geboren und ist in Guimarães in Nordportugal aufgewachsen. Später studierte er Soziologie am Instituto Superior de Ciências do Trabalho e da Empresa (ISCTE-IUL) in Lissabon. Von 1995 bis 1998 war er Präsident des portugiesischen National Youth Councils, anschließend Direktor von Intercultura (AFS) Portugal und Generalsekretär des Europäischen Jugendforums, bevor er 2009 zum Generalsekretär der Europäischen Bewegung International gewählt und 2012 wiedergewählt wurde.
João Diogo Pinto ist Mitglied der Spinelli-Gruppe und seit 2010 Vorstandsmitglied der „EurActiv Stiftung PoliTech“.
Zudem ist er Ko-Autor zweier Bücher: 20 Ideias para 2020 – Inovar Portugal (2005) und Ideias Perigosas para Portugal (2010).